# Zou het erg zijn lieve opa
"Zou het erg zijn lieve opa" is een nummer van de Nederlandse zangers Wilma Landkroon en Pierre Kartner (Vader Abraham). Het werd in 1967 een nummer 1-hit in de Nederlandse Top 40 en de Daverende Dertig.

## Achtergrond
Het nummer is geschreven door Kartner zelf en W. Bruinier en tevens geproduceerd door Kartner.
Wilma heeft in het duet de rol van kleindochter, die aan haar grootvader (de op dat moment 36-jarige Kartner) een aantal vragen stelt, waarin vooral duidelijk wordt dat zij zich zorgen maakt om de toekomst van de natuur, de wereld en zelfs het heelal. Ze vraagt zich af wat er zou gebeuren als de zee of de sterren zouden wegvallen. Ten slotte heeft ze het over het mogelijk snelle overlijden van haar grootvader. De grootvader geeft steeds als reactie dat het allemaal niet zo erg is als ze denkt, zolang ze maar van hem blijft houden, waarop de kleindochter van haar kant hetzelfde tegen hem zegt. 
Tijdens optredens zat Wilma altijd op de knie van Kartner terwijl ze het nummer zongen.
"Zou het erg zijn lieve opa" bereikte in Nederland de nummer 1-positie in zowel de Nederlandse Top 40 en de Daverende Dertig. Ook kwam het in Vlaanderen in de hitlijsten terecht, waar het tot plaats 26 in een voorloper van de Ultratop 50 kwam.

## Hitnoteringen

### Nederlandse Top 40
| Hitnotering: 05-06-1971 t/m 11-09-1971 | Hitnotering: 05-06-1971 t/m 11-09-1971 | Hitnotering: 05-06-1971 t/m 11-09-1971 | Hitnotering: 05-06-1971 t/m 11-09-1971 | Hitnotering: 05-06-1971 t/m 11-09-1971 | Hitnotering: 05-06-1971 t/m 11-09-1971 | Hitnotering: 05-06-1971 t/m 11-09-1971 | Hitnotering: 05-06-1971 t/m 11-09-1971 | Hitnotering: 05-06-1971 t/m 11-09-1971 | Hitnotering: 05-06-1971 t/m 11-09-1971 | Hitnotering: 05-06-1971 t/m 11-09-1971 | Hitnotering: 05-06-1971 t/m 11-09-1971 | Hitnotering: 05-06-1971 t/m 11-09-1971 | Hitnotering: 05-06-1971 t/m 11-09-1971 | Hitnotering: 05-06-1971 t/m 11-09-1971 | Hitnotering: 05-06-1971 t/m 11-09-1971 | Hitnotering: 05-06-1971 t/m 11-09-1971 |
| Week                                   | 1                                      | 2                                      | 3                                      | 4                                      | 5                                      | 6                                      | 7                                      | 8                                      | 9                                      | 10                                     | 11                                     | 12                                     | 13                                     | 14                                     | 15                                     |                                        |
| -------------------------------------- | -------------------------------------- | -------------------------------------- | -------------------------------------- | -------------------------------------- | -------------------------------------- | -------------------------------------- | -------------------------------------- | -------------------------------------- | -------------------------------------- | -------------------------------------- | -------------------------------------- | -------------------------------------- | -------------------------------------- | -------------------------------------- | -------------------------------------- | -------------------------------------- |
| Nummer                                 | 23                                     | 11                                     | 8                                      | 5                                      | 3                                      | 1                                      | 1                                      | 2                                      | 2                                      | 3                                      | 5                                      | 8                                      | 11                                     | 17                                     | 35                                     | uit                                    |

### Daverende Dertig
| Hitnotering: 05-06-1971 t/m 04-09-1971 | Hitnotering: 05-06-1971 t/m 04-09-1971 | Hitnotering: 05-06-1971 t/m 04-09-1971 | Hitnotering: 05-06-1971 t/m 04-09-1971 | Hitnotering: 05-06-1971 t/m 04-09-1971 | Hitnotering: 05-06-1971 t/m 04-09-1971 | Hitnotering: 05-06-1971 t/m 04-09-1971 | Hitnotering: 05-06-1971 t/m 04-09-1971 | Hitnotering: 05-06-1971 t/m 04-09-1971 | Hitnotering: 05-06-1971 t/m 04-09-1971 | Hitnotering: 05-06-1971 t/m 04-09-1971 | Hitnotering: 05-06-1971 t/m 04-09-1971 | Hitnotering: 05-06-1971 t/m 04-09-1971 | Hitnotering: 05-06-1971 t/m 04-09-1971 | Hitnotering: 05-06-1971 t/m 04-09-1971 | Hitnotering: 05-06-1971 t/m 04-09-1971 |
| Week                                   | 1                                      | 2                                      | 3                                      | 4                                      | 5                                      | 6                                      | 7                                      | 8                                      | 9                                      | 10                                     | 11                                     | 12                                     | 13                                     | 14                                     |                                        |
| -------------------------------------- | -------------------------------------- | -------------------------------------- | -------------------------------------- | -------------------------------------- | -------------------------------------- | -------------------------------------- | -------------------------------------- | -------------------------------------- | -------------------------------------- | -------------------------------------- | -------------------------------------- | -------------------------------------- | -------------------------------------- | -------------------------------------- | -------------------------------------- |
| Nummer                                 | 27                                     | 25                                     | 17                                     | 9                                      | 4                                      | 2                                      | 1                                      | 1                                      | 2                                      | 2                                      | 6                                      | 8                                      | 13                                     | 19                                     | uit                                    |